# Duggingen
Duggingen je obec ve švýcarském kantonu Basilej-venkov. Žije zde přibližně 1 500 obyvatel.

## Geografie
Obec se nachází v údolí Laufental, na řece Birs. Díky své venkovské poloze a územním rezervám je Duggingen typickou vesnicí rodinných domů. Sousedními obcemi jsou Aesch, Pfeffingen, Grellingen, Seewen, Hochwald, Dornach a Himmelried.
Rozloha obce je 586 ha, z toho 30 % tvoří zemědělská půda, 57 % lesy, 12 % zastavěná plocha a 1 % neproduktivní půda.

## Historie
Obec byla poprvé zmíněna v listině z roku 1330 jako Tuggingen. Archeologické nálezy však dokazují, že oblast byla osídlena již Římany. Duggingen patřil pod vládu panství Pfeffingen a tedy do basilejské diecéze. Od roku 1330 drželi léno rytíři Jakob a Johannes von Hofstetten a byli jmenováni i biskupští feudálové: páni z Bärenfelsu, von Angenstein a von Thierstein a také dočasně Heinrich von Ostheim, sluha hraběte Heinricha von Thierstein. V roce 1815 byla obec rozhodnutím Vídeňského kongresu přiřazena do kantonu Bern. V otázce změny kantonu pro okres Laufen obec odmítla připojení ke kantonu Basilej-venkov v prvním hlasování v Laufentalu v roce 1983, ale ve druhém hlasování o šest let později místní obyvatelé již hlasovali pro. Změna vstoupila v platnost v roce 1994.

## Obyvatelstvo
| Vývoj počtu obyvatel | Vývoj počtu obyvatel | Vývoj počtu obyvatel | Vývoj počtu obyvatel | Vývoj počtu obyvatel | Vývoj počtu obyvatel | Vývoj počtu obyvatel | Vývoj počtu obyvatel | Vývoj počtu obyvatel | Vývoj počtu obyvatel | Vývoj počtu obyvatel | Vývoj počtu obyvatel | Vývoj počtu obyvatel |
| -------------------- | -------------------- | -------------------- | -------------------- | -------------------- | -------------------- | -------------------- | -------------------- | -------------------- | -------------------- | -------------------- | -------------------- | -------------------- |
| Rok                  | 1770                 | 1831                 | 1850                 | 1870                 | 1900                 | 1930                 | 1950                 | 1960                 | 1970                 | 1980                 | 1990                 | 2000                 |
| Počet obyvatel       | 201                  | 268                  | 341                  | 419                  | 539                  | 534                  | 594                  | 620                  | 738                  | 757                  | 868                  | 1162                 |

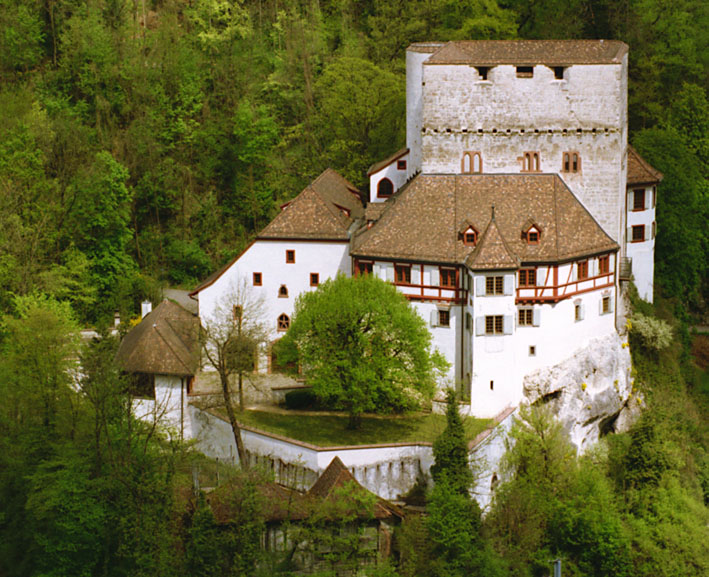
Zámek Angenstein

Z celkového počtu obyvatel je 93,4 % německy mluvících, 2,1 % francouzsky mluvících a 0,8 % italsky mluvících (k roku 2000). Počet obyvatel se v posledních letech výrazně zvýšil díky množství stavebních pozemků. Infrastruktura obce je navržena tak, aby pojala populaci až 1600 lidí. V roce 2008 v obci žilo 16,5 % cizinců.

## Doprava
Duggingen je vzdálen 15 minut jízdy linkou basilejské S-Bahn S3 (trať Basilej–Delémont). Dálnice A18 končí u hradu Angenstein a je z Duggingenu snadno dostupná.